# الكسندر ديكسون
الكسندر ديكسون (4 أغسطس 1876 - 1 مارس 1953)  (بالإنجليزية: Alexander Dixon)‏ هو لاعب كريكت بريطاني (وحمل سابقاً جنسية المملكة المتحدة لبريطانيا العظمى وأيرلندا).